# تومي سينغلتون
تومي سينغلتون (بالإنجليزية: Tommy Singleton)‏ (8 سبتمبر 1940 ببلاكبول في المملكة المتحدة - 2005) هو لاعب كرة قدم بريطاني في مركز الظهير. لعب مع نادي بلاكبول ونادي بيتربورو يونايتد ونادي تشستر سيتي وفليتوود تاون ونادي برادفورد بارك أفنيو.